# رياض عبد العباس
رياض عبد العباس (مواليد 8-1969 العراق) هو لاعب رياضي عراقي سابق متخصص في رياضة كرة القدم.
كان عباس جزءاً من فريق كلنتن في عام 1996، فقد اختاره المدرب كيلي ذام آنذاك ضمن اللاعبين الأجانب لقيادة النادي في الدوري الممتاز، وهو الدوري الماليزي الأول قبل ظهور دوري السوبر الماليزي المتنامي. وأيضًَا كان لاعبًا في نادي جوهر

## محلياً
لعب رياض عبد العباس ضمن مع الشرطة وأيضًَا شارك في موسم 1985 - 1986 للدوري العراقي. وتولى أيضًَا رئاسة نادي الشرطة العراقي وخرج بعد فترة.
لعب أيضًَا لصالح نادي الرشيد من عام (7-1988 إلى 12-1990)